# A táncz

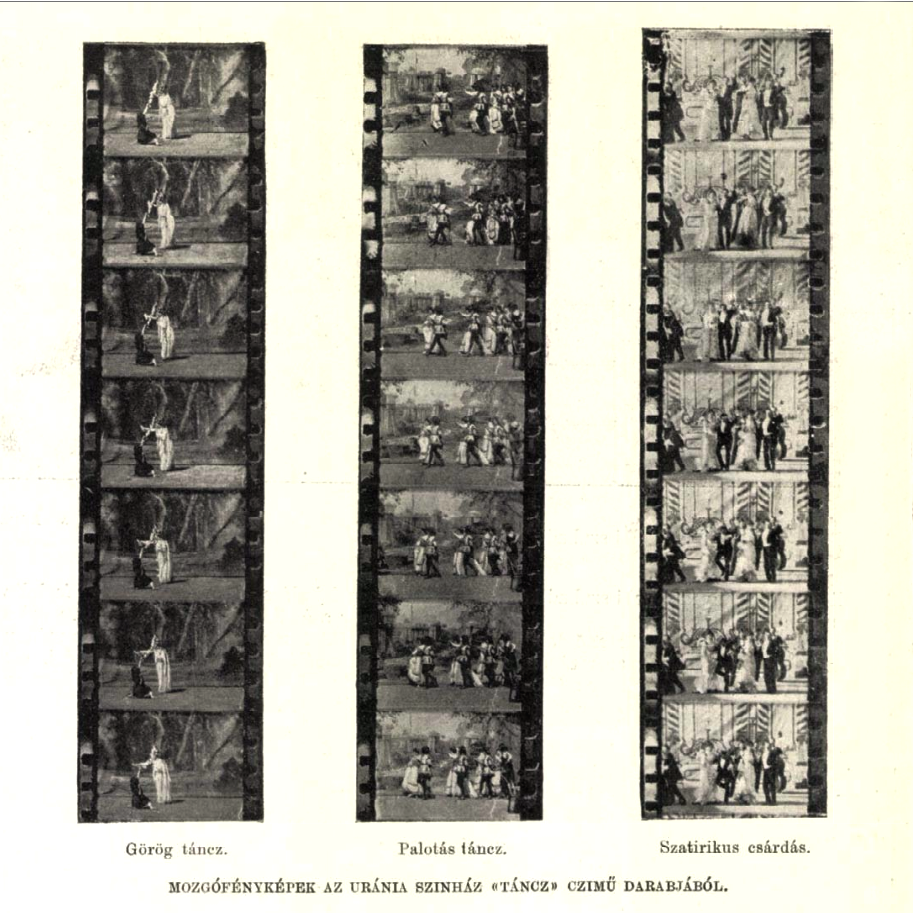
A tűzből kimentett film három darabja a Vasárnapi Ujság 1901. április 14-i számában

A táncz  1901-ben készült, fekete-fehér magyar némafilm, amely az Uránia Tudományos Színház egyik előadásának mozgóképes illusztrációjaként született. Ez volt az első tudatosan rendezett, dramatizált jeleneteket tartalmazó magyar filmalkotás. A mozgókép nem maradt fenn, csak a korabeli sajtóban megjelent képek ismertek, valamint azok az állófotók, melyekből képeslap-sorozatokat is nyomtattak.
A Pekár Gyula ötlete alapján, Zsitkovszky Béla által forgatott huszonnégy 1-2 perces ún. „kinematogramot” 1901. április 30-án mutatták be.
A film bemutatójára emlékezve, 2018 óta április 30-án tartják A magyar film napját.

## A film

### Előzményei
Pekár Gyula író 1899-ben tért vissza spanyolországi útjáról és megírta úti benyomásait. Az élménybeszámoló láttán Molnár Viktor közoktatási államtitkár, az éppen akkor megalapított Uránia Tudományos Színház vezetője felkérte őt, készítsen újszerű vetített képes ismeretterjesztő előadásokat külföldi tapasztalatairól. Pekár megírta a szövegkönyvet, és Zsitkovszky Béla fotográfus, az Uránia vetítőgépésze segítségével a Spanyolországból magával hozott fényképekből diasorozatot készített hozzá. Mivel Párizsban látta a Pathé fivérek bikaviadalról készített filmfelvételeit, beszerzett néhány kópiát, amiket ugyancsak felhasznált az előadáshoz. A mozgóképes illusztrációkkal bemutatott Spanyolország hatalmas sikert aratott, így azt további tíz előadás követhette.

### Készítése
A sorozat harmadik előadása A táncz címet viselte, amelyben Pekár a tánc történetét mutatta be az ókortól a 20. századig, és aminek kultúrtörténeti anyagát Kern Aurél zenetörténésszel együtt állította össze. Zsitkovszkyval úgy döntöttek, hogy ezt az előadást is „mozifényképekkel” illusztrálják, ám ezúttal magyar alkotással. Zsitkovszky egy vetítőgépet alakított át filmfelvevőgéppé, azzal forgatta az első felvételeket az Uránia épületének tetőteraszán. A jelenetek elkészítésében nagy lelkesedéssel vett részt a Nemzeti Színház művészgárdája, valamint a gróf Keglevich István operaházi intendáns közreműködésével „kölcsön kapott” 36 táncos. A táncok betanításában és a felvételeknél közreműködött az opera balettmestere, Cesare Smeraldi is, aki azonban a filmkészítésnek nem nagyon örült, és kijelentette: „Ich will nicht tanzen! Mein Bild soll man erst nach meinem Tode sehen!” Ugyancsak közreműködők között volt az Uránia Színház zenekara, Neszmélyi (Nezer) Izsó karnagy vezetésével, valamint Radics Béla és zenekara, Lányi Géza (cimbalom), Vidosfalvy Gyula (hegedű), Zsivnyi József (hegedű).
Az első felvétel, amelyet leforgattak, Márkus Emília Salome-tánca volt, amit Blaha Lujza és Kiss Mihály csárdásjelenete követett, kétféleképpen.
Zsitkovszky Béla, aki az Uránia emeletén rendezte be az első magyar filmlaboratóriumot háromfős személyzettel (ő és két segítőtársa), huszonnégy 1-2 perces „kinematogrammot” készített. Ő maga rendezte a jeleneteket és az operatőri munkát is végezte.
A forgatást egy baleset késleltette: 1901. április 3-án este a szalagok laborálása közben egy izzólámpa felrobbant, lángba borítva a celluloidszalagokat, megsemmisítve minden addig elkészült felvételt. A filmekben, valamint a labor- és filmtechnikai eszközökben jelentős, mintegy 40 000 korona kár keletkezett. A színház vezetősége gyűjtést indított, hogy a közönség közadakozásának és a közreműködők áldozatkészségének köszönhetően megmenthessék az első magyar film ügyét. Megfeszített munkával újra leforgatták a felvételeket, és az előadást a tervezett időpontban, 1901. április 30-án megtarthatták.
A premieren azonban két felvétel nem szerepelt: Blaha Lujza tánca, aminek április végére tervezett újrafelvételét a rossz idő miatt el kellett halasztani, valamint Fedák Sári japán tánca. Mindkét jelenetet májusban forgatták újra, és csak akkor illesztették a filmbe.
Mivel a pozitív kópiáknak viszonylag kis filmkockái voltak, azokról nem lehetett jó képeket nagyítani, az Uránia vezetősége állófotóst is rendelt a forgatásra, aki elkészítette a maga külön képeit. Ezekből közölt felvételeket a korabeli sajtó, és készítettek reklám és kereskedelmi célból képeslapokat. E képek egyikén a standfotós még a képkockába belógó szerzőt, Pekár Gyulát is megörökítette a szatirikus csárdás-képen. Ma e felvétlek alapján, valamint Pekár szövegkönyvéből és a korabeli plakátokból alkothatunk fogalmat az elveszett filmről.

### Vetített táncai

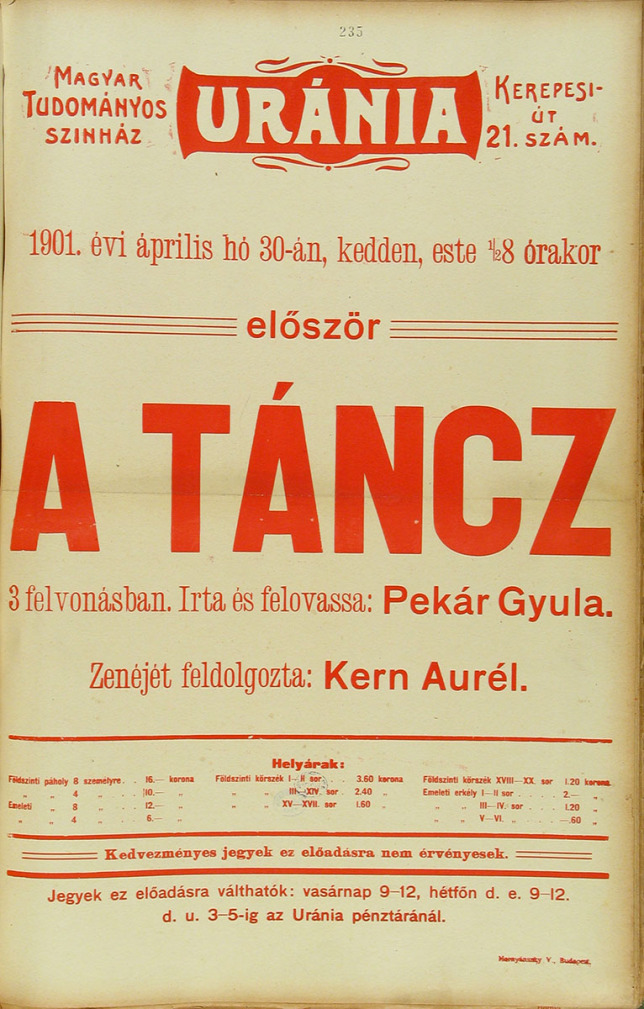
A táncz plakátja

A Pekár személyes felolvasásával együtt körülbelül két órás előadás az Urániában 136 alkalommal került színre, majd vidékre és külföldre, így Párizsba is eljutott. Az első magyar mozgóképek azonban elvesztek, ez ideig egyetlen kópia sem került elő, így tartalma csak a film állófotói, néhány plakát és Pekár Gyula könyv alakban is megjelent előadása alapján rekonstruálható.
Az előadás a megszokott színházi felosztás szerint három felvonásból állt:
I. felvonás
Az ókori (görög mitológia, asszír, óegyiptomi, zsidó, római, őskeresztény stb.), valamint a középkori táncokat mutattak be szcenírozott formában, mintha Peter Paul Rubens, vagy Arnold Böcklin illusztrációul felhasznált festményei elevenedtek volna meg. Felhasznált mozgóképek:
- Ógörög tánc – Balogh Szidi az Operaház príma balerinája táncolta, a legrégebbi teljes egészében fennmaradt zenei mű, az i. e. 1. századból származó Szeikilosz-bordal zenéjére. Partnere a pánsípon kísérő tizenéves Nirschy Emília (1889–1976) volt.
- Salome tánca – A csábos táncot Márkus Emília, a Nemzeti Színház tagja lejtette el héber zenekíséretre. A március 21-én készült felvétel elégett, ezért április 25-én meg kellett ismételni a jelenetet.

II. felvonás
A tánc aranykorával, a 16.–18. századdal foglalkozott, és alapvetően olasz, spanyol és francia táncokat mutatott be aszerint, hogy Franciaország királyának éppen milyen nemzetiségű volt a felesége. Filmbetétek:
- Pavane (Pávatánc) – A lassú, méltóságteljes udvari táncot a Magyar Királyi Operaház balettkarának tagjai, Kranner Ilka, Kranner Rózsi, Koós Margit és Szommer Ilona adták elő, a Belle qui tiens ma vie…(wd) című táncdal zenéjére.
- Gaillarde – A 16. századi gyors, atletikus szökkenésekkel, ugrásokkal tarkított francia udvari tánc felvétele z Operaház balettkarával készült; előadták: Dietz Teréz, Friedbauer Gizella, Kovács Bella, Kranner Rózsi, Pollák Anna, Pleczner Lujza, Schuster Irma és Tragizer Gizella. A felvétel április 18-án készült.
- Kacsucsa (cachucha) – Kasztanyettával kísért, a boleróhoz és fandangohoz hasonló buja spanyol táncot Schmidek Gizella adta elő.
- Allemande – Az arisztokrata körökben népszerű német társastánc előadói Csapó Paula, Kranner Rózsi, Koós Margit, Ludmányi Margit és Tragiczer Gizella voltak. A felvétel április 20-án készült.
- Tarantella – A 17. században keletkezett, de még a 20. században is népszerű olasz néptáncot Kranner Rózsi, az Operaház balettkarának tagja és Várady Jenő táncolták. Az előadás zenekísérete Ricci Tarantellája volt.
- Courante – „A menüett anyjának” is nevezett francia eredetű barokk társastáncot, amely a pávatáncot váltotta fel XIV. Lajos udvarában, Kranner Rózsi, Kranner Ilka, Koós Margit és Tragizer Gizella mutatta be. A felvétel április 18-án készült.
- Passepied – A breton falusi táncból kifejlődött francia barokk körtánc előadói Tragizer Gizella, Kranner Ilka, Koós Margit és Dietz Teréz voltak. A zenekísérethez Marin Mersenne 1636-ban megjelent, Harmonie universelle című zeneelméleti és gyakorlati művéből vett példát használtak fel.[9]
- Gavotte – Népi eredetű, később arisztokrata körökben divatos francia társastánc előadói Dietz Teréz, Fischel Janka, Friedbauer Gizella, Kovács Bella, Schuster Irma, Szommer Ilona, Tragizer Gizella és Pollák Anna voltak. A zenei kíséret Jean-Baptiste Lully 1659-ben született Gavotte en Rondeau című műve volt. A felvétel április 18-án készült.
- Menüett – Az ugyancsak népi eredetű, később főúri körökben népszerű francia társastáncot Csapó Paula, Horváth Margit, Ludmányi Margit, Plenczner Lujza, Altmann Kornália, Keszler Ilona és Murai Margit adták elő, André Grétry 1770-ben komponált szerzeményére. A felvétel április 20-án készült.

III. felvonás
Az utolsó felvonás a 19. századi, illetve kortárs táncokra koncentrált, amikor a német táncok, a keringő népies elődje, a Schleife és a Ländler kerül előtérbe, majd a nagy mazurka, melyet más etnikumok táncai, a japán, jávai, néger, spanyol, szláv, valamint magyar táncok követnek. Felhasznált mozgóképek:
- Japán tánc – Fedák Sári ekkortájt éppen gésát alakított a Magyar Színházban, Sidney Jones A gésák vagy egy japán teaház története című darabban; és az első külföldön filmre vett magyar művésznőként egy japán táncban örökítették meg az 1900-as párizsi világkiállításkor.[15] A pályakezdő színésznő facipőben, japán jelmezben, jellemző kézmozdulatokkal járta el a táncokat. A mintegy háromperces felvételt, amelyet válogatott nézőközönség előtt, májusban rögzítettek, utólag illesztették az előadásba.[9]
- Három külföldről származó filmbetét: Kánkán, Néger tánc, Spanyol tánc
- Jégkeringő – A jégtáncot Victor Seibert korcsolyaművész (Kronberger Lily műkorcsolya bajnok edzője) és felesége adta elő. A felvétel február 19-én készült a műjégpályán.
- Nagy mazurka (Gross-Mazur) – Táncolták: Csapó Paula, Keszler Ilona, Ludmányi Margit, Friedbauer Gizella, Szommer Ilona, Schuster Irma, Pollák Anna és Tragizer Gizella. A felvétel április 11-én készült.
- Palotás – A régi magyar udvari táncok közül a sétálós palotást táncolta el Hauptmann Ilka, Hauptmann Amália, Kranner Rózsi, Reitz Rózsi, Szabadosné Paula, Hajdú Margit, Dietz Teréz, Csapó Paula, valamint az Opera balerinái. A felvétel április 11-én készült.
- Verbunkos – Előadták: Tragizer Gizella, Kranner Rózsi, Kranner Ilka, Friedbauer Gizella, Kovács Bella, Pollák Anna, Csapó Paula és Dietz Teréz.
- Körmagyar – A Rózsavölgyi Márk zenéjére hat figurális táncból Szöllősy Szabó Lajos által komponált nemzeti karakterű társastáncot Kramer Rózsa, Carbenné Lujza, Tragizer Gizella, Klein Katica, Blanszky Janka, Kovács Bella, Witkovszky Rózsa és Fischl Janka adta elő.
- Szatirikus csárdás – A felvétel a csárdást abban a modern, romlott, „káposztataposó” formájában mutatta be, ahogy ezt az úri bálokban táncolták.[14] Három komikus színészpár adta elő: Hegedűs Gyula Bosnyákné Lenkei Hedviggel,[17] Szerémy Zoltán Berzétey Ilonával, Vendrey Ferenc pedig Nikó Linával táncolt.  A háttérben Radics Béla és zenekara húzta a talp alá valót.[12] A felvétel április 25-én készült.
- Tüzes magyar csárdás – Bemutatta: Hegyi Aranka, Rózsa Miklós, Maróthy Margit, Ráthonyi Ákos, Viderné és Kenedics Kálmán. A felvétel április 27-én készült.
- Igazi csárdás – Az úri közönség által rosszul táncolt csárdás ellenpéldájaként mutatták be a falusi nép által járt „igazi csárdást”. A kocsmában játszódó, megrendezett jelenetet Blaha Lujza (csaplárosné), Kiss Mihály (huszárőrmester) Lányi Géza (cimbalmos) adta elő. A csaplárosné kacéran illegve-billegve bort önt a huszárnak, de az rá se hederít, csak szótlanul iszogat. Amikor azonban a bor hatni kezd, és a huszár felpattan, derékon kapja a csaplárosnét és előbb „lassú”, majd a „friss” csárdást járnak. A felvétel május 18-án készült.

## Szereplők
- Balogh Szidi – ógörög tánc
- Nirschy Emília – ógörög tánc
- Márkus Emília – Salome tánca
- Kranner Rózsi – pavane, gaillarde, allemande, tarantella, courante, palotás, verbunkos, körmagyar
- Kranner Ilka – pavane, courante, passepied, verbunkos
- Koós Margit – pavane, allemande, courante, passepied
- Szommer Ilona – pavane, gavotte, nagy mazurka
- Dietz Teréz – gaillarde, passepied, gavotte
- Friedbauer Gizella – gaillarde, gavotte, nagy mazurka,
- Kovács Bella – gaillarde, gavotte, verbunkos, körmagyar
- Pollák Anna – gaillarde, gavotte, nagy mazurka, verbunkos
- Pleczner Lujza – gaillarde, menüett
- Schuster Irma – gaillarde, nagy mazurka
- Tragizer Gizella – gaillarde, allemande, courante, passepied, gavotte, nagy mazurka, verbunkos, körmagyar
- Schmidek Gizella – kacsucsa (cachucha)
- Ludmányi Margit – allemande, menüett, nagy mazurka
- Csapó Paula – allemande, menüett, nagy mazurka, palotás, verbunkos
- Várady Jenő – tarantella
- Fischel Janka – gavotte, körmagyar
- Horváth Margit – menüett
- Altmann Kornélia – menüett
- Keszler Ilona – menüett, nagy mazurka
- Murai Margit – menüett
- Fedák Sári – japán tánc
- Victor Seibert – jégkeringő
- Seibertné – jégkeringő
- Hauptmann Ilka – palotás
- Hauptmann Amália – palotás
- Reitz Rózsi – palotás
- Szabadosné Paula – palotás
- Hajdú Margit – palotás
- Dietz Teréz – palotás, verbunkos
- Carbenné Lujza – körmagyar
- Klein Katica – körmagyar
- Blanszky Janka – körmagyar
- Witkovszky Rózsa – körmagyar
- Hegedűs Gyula – szatirikus csárdás
- Berzétey Ilona – szatirikus csárdás
- Vendrey Ferenc – szatirikus csárdás
- Nikó Lina – szatirikus csárdás
- Szerémy Zoltán – szatirikus csárdás
- Bosnyákné Lenkei Hedvig vagy Varsányi Irén[17] – szatirikus csárdás
- Radics Béla és zenekara – zenész szatirikus csárdás
- Hegyi Aranka – tüzes magyar csárdás
- Rózsa Miklós – tüzes magyar csárdás
- Maróthy Margit – tüzes magyar csárdás
- Ráthonyi Ákos – tüzes magyar csárdás
- Viderné – tüzes magyar csárdás
- Kenedics Kálmán – hegedűs, tüzes magyar csárdás
- Blaha Lujza – csaplárosné, igazi magyar csárdás
- Kiss Mihály – huszárőrmester, igazi magyar csárdás
- Lányi Géza – cimbalmos, igazi magyar csárdás
- Vidosfalvy Gyula – hegedűs
- Zsivnyi József – hegedűs

## Közreműködők
- Zsitkovszky Béla – rendező, operatőr
- Pekár Gyula – író (forgatókönyvíró, rendező)
- Kern Aurél – zene
- Cesare Smeraldi (Smeraldi Cézár) – koreográfus
- Neszmélyi (Nezer) Izsó – karmester (Uránia Színház zenekara)
- Radics Béla – prímás, zenekarával
- Lányi Géza – cimbalmos
- Vidosfalvy Gyula – hegedűművész
- Zsivnyi József – hegedűművész